# Kenneth Harlan
Kenneth Harlan (26 de julho de 1895 – 6 de março de 1967) foi um ator de teatro e de cinema estadunidense que começou sua carreira na era do cinema mudo, alcançou a era sonora e que atuou em 202 filmes entre 1917 e 1943.

## Biografia
Filho de George W. Harlan e Sarah Wolff, Kenneth Daniel Harlan nasceu em Boston, Massachusetts, a 26 de julho de 1895,  e graduou-se na Fordham University, em Nova Iorque. No teatro desde 1902, em 1916 Kenneth Harlan acompanhou a companhia encabeçada pela futura dançarina de Ziegfeld, Evan-Burrows Fontaine.

## Carreira cinematográfica
Sua carreira cinematográfica estendeu-se por 25 anos, e incluiu mais de 200 filmes e seriados. Seu primeiro filme foi em 1917, Betsy's Burglar. Harlan atuou ao lado de atrizes como Constance Talmadge, Lois Weber, Mary Pickford, Katherine MacDonald e Anna May Wong, e atuou tanto em dramas, quanto comédias e westerns.
Ele fez uma transição suave para os filmes sonoros, mesmo cantando em alguns filmes, mas seus papéis permaneceram menores ao longo de sua carreira. Harlan trabalhou até a década de 1940, seu último filme foi Nearly Eighteen (1943), e se aposentou em 1963.

## Vida pessoal e morte
O Cartão de Registro de Kenneth Harlan na Primeira Guerra Mundial refere que, em 1917, ele já era casado. O IMDB refere que a primeira esposa seria a atriz Salomy Jane. Em 1920, casou com Florence Hart (Flo Hart), atriz e integrante do Ziegfield Follies, e seu divórcio saiu em 17 de novembro de 1922. Em 14 de outubro de 1924, casou com Marie Prevost (Marie B. Gerke, ou pelo nome de nascimento Mary Bickford Dunn), de quem se divorciou em 1929. Em 19 de maio de 1930, casou com Doris Hilda Booth, divorciando-se em 1931. Em 9 de novembro de 1932, casou com Phyllis McClure, e o casamento foi anulado em 15 de agosto de 1934. Segundo o Variety, Baltimore, de 26 de junho de 1934, “Harlan havia casado usando o nome Daniel Harlan e Miss McClure o nome Phyllis Johnson, e eles nunca viveram juntos, separando-se logo após a cerimônia. Em 20 de agosto de 1934, casou com Helen Spelner, divorciando-se em 16 de agosto de 1946. O IMDB refere um outro casamento de Kenneth Harlan com Helen Stanton (atriz cujo nome verdadeiro era Eleanor Stansbury), entre 1949 e 1953. Em 18 de setembro de 1957, aos 62 anos, casou com Lois Jane Howden (nome verdadeiro da atriz Rhea Walker), de 25 anos, de quem se separou em 1959. Em 5 de março de 1963, aos 67 anos, casou com Rosemarie Gonsalves Mirjanian, de San Francisco, com quem viveu até sua morte, em 1967.
Foi sobrinho do também ator e comediante Otis Harlan.
Faleceu em Sacramento, Califórnia, a 6 de março de 1967, de um aneurisma. Foi sepultado no Hollywood Forever Cemetery. 

## Filmografia
- Betsy's Burglar (1917)
- Cheerful Givers (1917)
- The Flame of the Yukon (1917)
- The Price of a Good Time (1917)
- The Lash of Power (1917)
- A Man's Man (1918)
- My Unmarried Wife (1918)
- The Wife He Bought (1918)
- The Wine Girl (1918)
- The Marriage Lie (1918)
- A Model's Confession (1918)
- Midnight Madness (1918)
- Her Body in Bond (1918)
- Bread (1918)
- The Law That Divides (1918)
- The Microbe (1919)
- The Hoodlum (1919)
- The Trembling Hour (1919)
- The Turning Point (1920)
- Dollars and Sense (1920)
- Going Some (1920)
- The Penalty (1920)
- Love, Honor and Obey (1920)
- Dangerous Business (1920)
- Mama's Affair (1921)
- Lessons in Love (1921)
- Nobody (1921)
- Dawn of the East (1921)
- The Barricade (1921)
- Woman's Place (1921)
- Received Payment (1922)
- Polly of the Follies (1922)
- The Primitive Lover (1922)
- I Am the Law (1922)
- The Married Flapper (1922)
- The World's a Stage (1922)
- The Toll of the Sea (1922)
- Thorns and Orange Blossoms (1922)
- The Beautiful and Damned (1922)
- The Girl Who Came Back (1923)

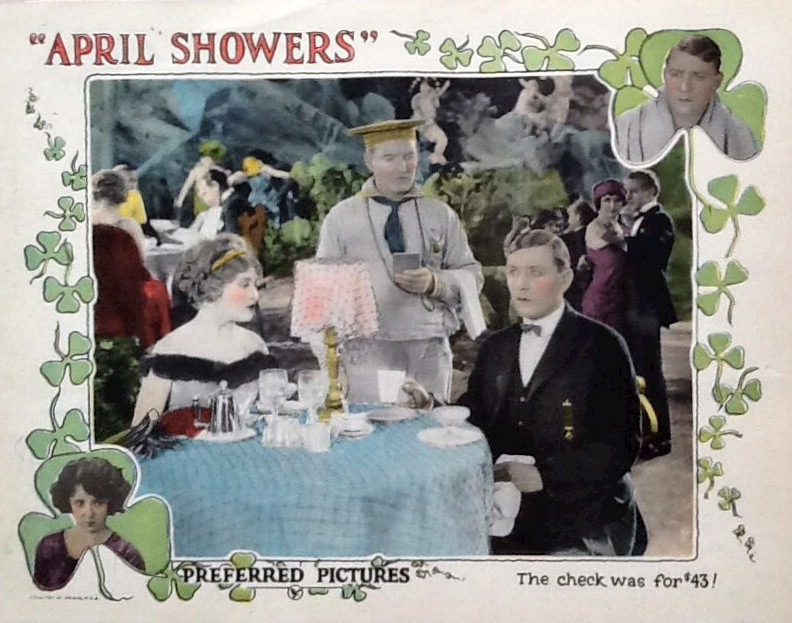
Card do filme April Showers, de 1923.

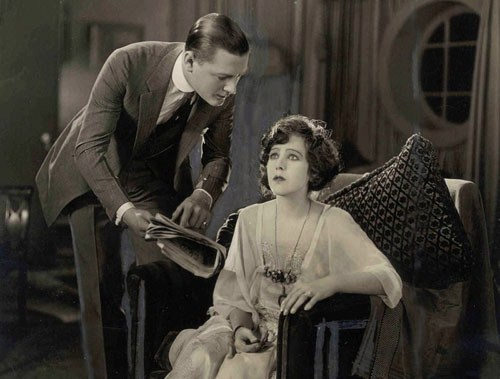
Kenneth Harlan e Jewel Carmen em Nobody (1921)

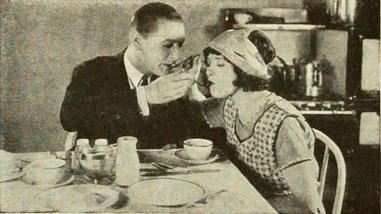
Cena do filme The Married Flapper (1922), com Harlan e Marie Prevost, que foi sua esposa na vida real.

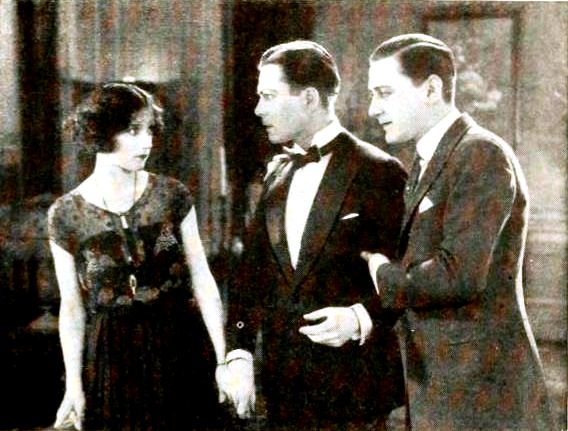
Cena do filme The Primitive Lover (1922), com Harlan, Norma Talmadge e Harrison Ford, p. 53, Photoplay, julho de 1922.

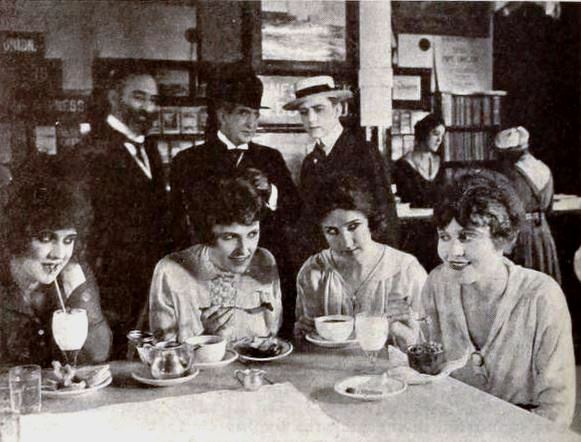
Cena do filme The Price of a Good Time (1917), com Mildred Harris, p. 32 de 6 de outubro de 1917, Exhibitors Herald.

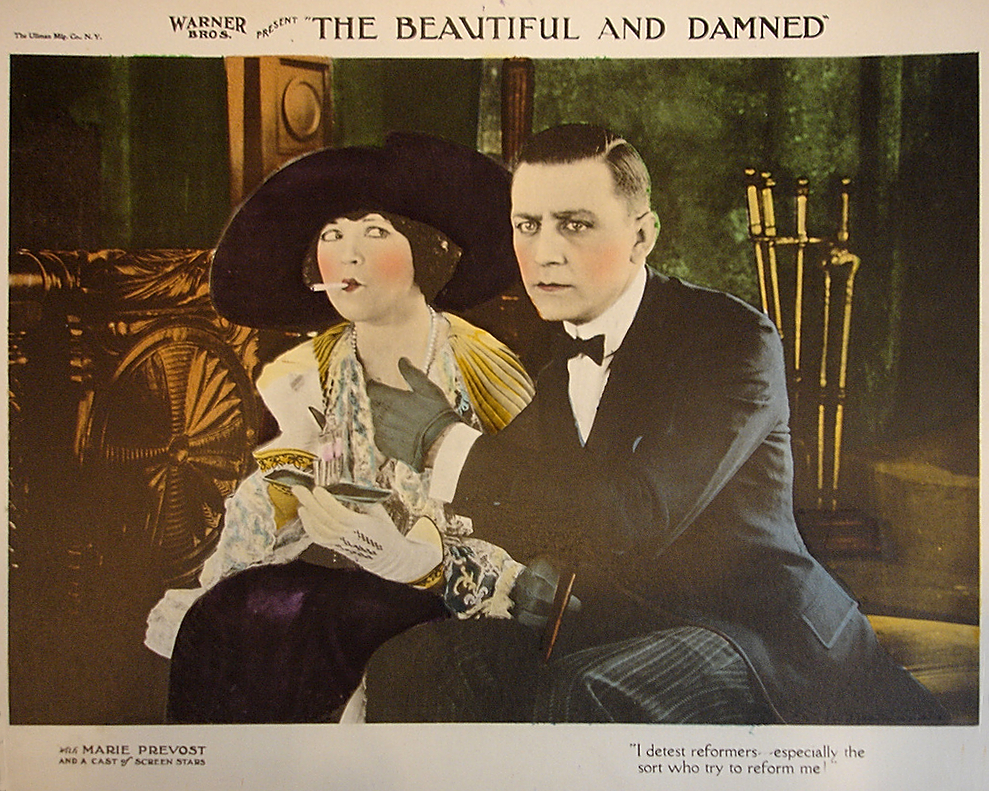
Card do filme The Beautiful And Damned (1922)

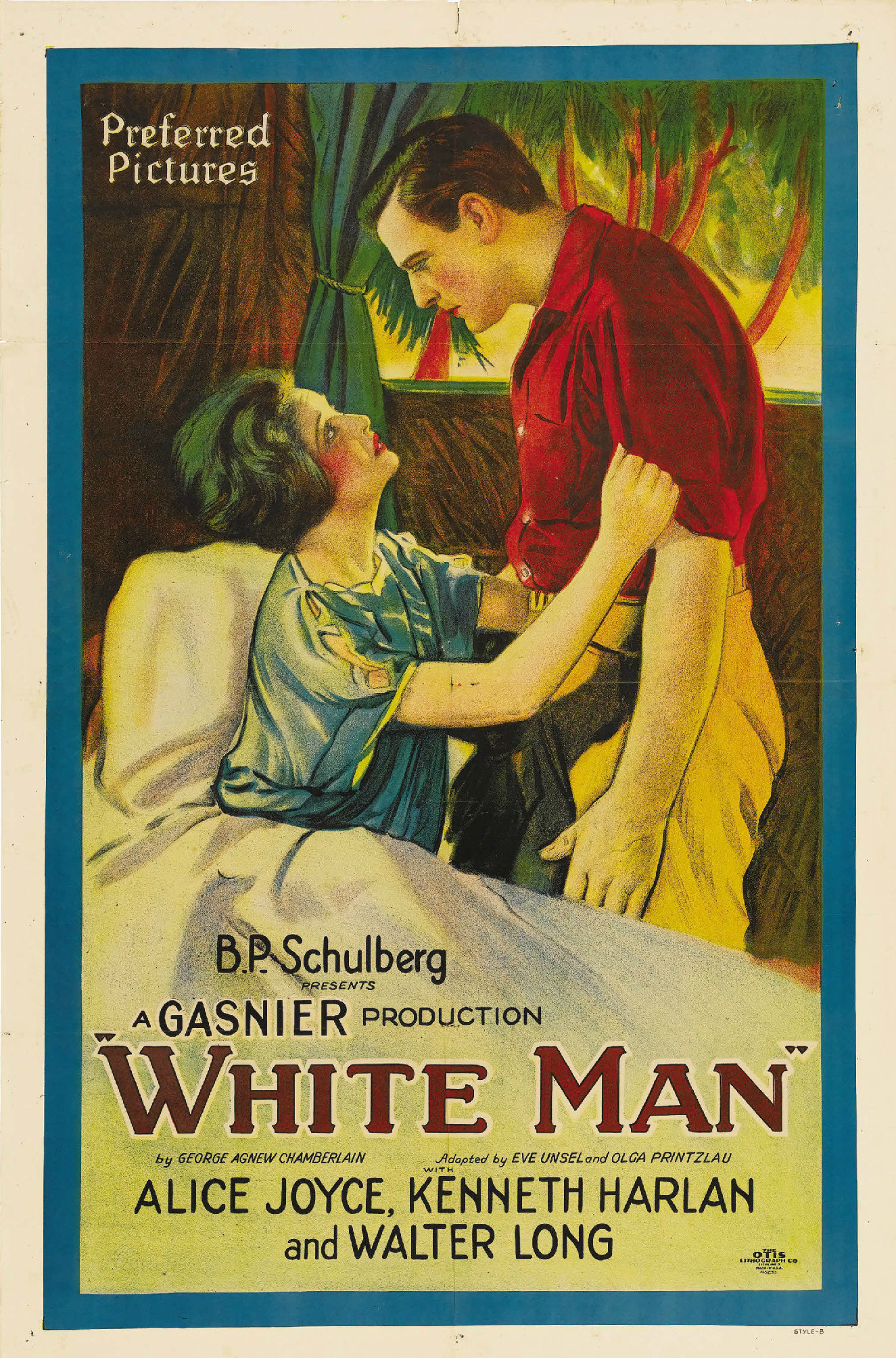
Poster do filme White Man (1924), em que contracenou com Alice Joye

- Little Church Around the Corner (1923)
- Temporary Marriage (1923)
- East Side - West Side (1923)
- A Man's Man (1923)
- The Virginian (1923)
- April Showers (1923)
- The Broken Wing (1923)
- Poisoned Paradise: The Forbidden Story of Monte Carlo (1924)
- The Virgin (1924)
- The Man Without a Heart (1924)
- Butterfly (1924)
- White Man (1924)
- For Another Woman (1924)
- On the Stroke of Three (1924)
- Two Shall Be Born (1924)
- Learning to Love (1925) (não-creditado)
- The Re-Creation of Brian Kent (1925)
- The Crowded Hour (1925)
- Drusilla with a Million (1925)
- The Marriage Whirl (1925)
- Ranger of the Big Pines (1925)
- Bobbed Hair (1925)
- Soiled (1925)
- The Golden Strain (1925)
- The Fighting Edge (1926)
- The King of the Turf (1926)
- The Sap (1926)
- The Virgin Wife (1926)
- The Ice Flood (1926)
- Twinkletoes (1926)
- Easy Pickings (1927)
- Stage Kisses (1927)
- Cheating Cheaters (1927)
- Streets of Shanghai (1927)
- Willful Youth (1927)
- Midnight Rose (1928)
- United States Smith (1928)
- Code of the Air (1928)
- Man, Woman and Wife (1929)
- The Alibi (1929 short)
- Paradise Island (1930)
- Under Montana Skies (1930)
- Women Men Marry (1931)
- Finger Prints (1931)
- Air Police (1931)
- Danger Island (1931 serial)
- The Shadow of the Eagle (1932)
- Foiled Again (1932 short)
- The Widow in Scarlet (1932)
- Wanderer of the Wasteland (1935)
- Cappy Ricks Returns (1935)
- Man Hunt (1936)
- Movie Maniacs (1936 short)
- Song of the Saddle (1936)
- The Walking Dead (1936)
- San Francisco (1936)
- Public Enemy's Wife (1936)
- China Clipper (1936)
- The Case of the Velvet Claws (1936)
- They Met in a Taxi (1936)
- Easy to Take (1936) (não-creditado)
- The Accusing Finger (1936)  (não-creditado)
- Hideaway Girl (1936)
- Flying Hostess (1936)
- Trail Dust (1936)
- Penrod and Sam (1937)
- A Million to One (1937)
- Marked Woman (1937)
- Gunsmoke Ranch (1937)
- The Go Getter (1937) (cenas deletadas)
- San Quentin (1937) (cenas deletadas)
- Kid Galahad (1937)  (não-creditado)
- Blazing Sixes (1937)
- Topper (1937)  (não-creditado)
- Paradise Isle (1937)
- Wine, Women and Horses (1937)
- Renfrew of the Royal Mounted (1937)
- Something to Sing About (1937)  (não-creditado)
- The Shadow Strikes (1937)
- Submarine D-1 (1937)  (não-creditado)
- The Mysterious Pilot (1937)
- Wallaby Jim of the Islands (1937)
- Tim Tyler's Luck (1937)  (não-creditado)
- Saleslady (1938)
- Swing It, Sailor! (1938)
- Blondes at Work (1938)
- Merrily We Live (1938)
- Accidents Will Happen (1938)
- Under Western Stars (1938)
- Whirlwind Horseman (1938)
- Held for Ransom (1938)
- Pride of the West (1938)
- The Wages of Sin (1938)
- Smashing the Rackets (1938)  (não-creditado)
- Law of the Texan (1938)
- The Headleys at Home (1938)
- The Little Adventuress (1938)
- The Duke of West Point (1938)
- Sunset Trail (1939)
- On Trial (1939)
- The Man Who Dared (1939)  (não-creditado)
- The Flying Irishman (1939)  (não-creditado)
- Torchy Runs for Mayor (1939)  (não-creditado)
- The Oregon Trail (1939)  (não-creditado)
- Port of Hate (1939)
- Range War (1939)
- Dick Tracy's G-Men (1939)
- Heroes in Blue (1939)
- The Night of Nights (1939)
- The Green Hornet (1940)  (não-creditado)
- Santa Fe Marshal (1940)
- Murder in the Air (1940)
- Millionaires in Prison (1940  (não-creditado)
- Doomed to Die (1940)
- Prairie Schooners (1940)
- Junior G-Men (1940)  (não-creditado)
- A Little Bit of Heaven (1940)
- Mysterious Doctor Satan (1940)  (não-creditado)
- Pride of the Bowery (1940)
- The Case of the Black Parrot (1940  (não-creditado)
- Secret Evidence (1941)
- Meet John Doe (1941)  (não-creditado)
- Sky Raiders (1941 serial)  (não-creditado)
- Million Dollar Baby (1941)  (não-creditado)
- Paper Bullets (1941)
- Desperate Cargo (1941)
- Bullets for O'Hara (1941)
- Wide Open Town (1941)
- King of Dodge City (1941)
- Dangerous Lady (1941)
- Fighting Bill Fargo (1941)
- Dick Tracy vs. Crime Inc. (1941)
- Don Winslow of the Navy (1942)
- Sleepytime Gal (1942)  (não-creditado)
- Black Dragons (1942)
- Klondike Fury (1942)
- The Dawn Express (1942)
- The Corpse Vanishes (1942)
- Perils of the Royal Mounted (1942)
- Juke Girl (1942)  (não-creditado)
- Wings for the Eagle (1942)  (não-creditado)
- Deep in the Heart of Texas (1942)
- Bandit Ranger (1942)
- Phantom Killer (1942)
- Foreign Agent (1942)
- You Can't Escape Forever (1942)  (não-creditado)
- Hitler – Dead or Alive (1942)
- The Sundown Kid (1942)  (não-creditado)
- Silent Witness (1943)
- G-Men vs. the Black Dragon (1943)  (não-creditado)
- You Can't Beat the Law (1943)
- A Stranger in Town (1943)  (não-creditado)
- Wild Horse Stampede (1943)
- Daredevils of the West (1943)
- Girls in Chains (1943)  (não-creditado)
- The Masked Marvel (1943)
- The Law Rides Again (1943)
- Melody Parade (1943)
- Adventures of the Flying Cadets (1943)  (não-creditado)
- The Underdog (1943)
- Nearly Eighteen (1943)